# کمال‌آباد (جازموریان)
کمال‌آباد، روستایی در دهستان چاه حسن بخش چاه حسن شهرستان جازموریان در استان کرمان ایران است.

## جمعیت
بر پایه سرشماری عمومی نفوس و مسکن در سال ۱۳۹۵، جمعیت این روستا برابر با ۳۰۹ نفر (۷۶ خانوار) بوده است.